# هاسلفلده
هاسلفلده (به آلمانی: Stadt Hasselfelde) یک منطقهٔ مسکونی در آلمان است که در اوبرهارز آم بروکن واقع شده‌است. هاسلفلده ۳٬۰۷۲ نفر جمعیت دارد.